# Тибар, Марко Оскарович
Ма́рко О́скарович Ти́бар (эст. Marko Tibar; 14 июля 1933, Вильянди — 30 октября 2014) — генерал-лейтенант, министр внутренних дел Эстонской ССР (1979—1990).

## Биография
Он хотел выучиться на военного летчика, но в 1952 году его направили в Вильнюсскую школу военной разведки, позднее — Школу КГБ.
Марко Тибар вернулся в Эстонию в 1955 году в качестве следователя КГБ и начал заниматься реабилитацией жертв сталинизма .
Член КПСС с 1957 года .
С 1973 года — заместитель начальника отдела СОРВО управления милиции  , с 1973 года — начальник отдела внутренних дел исполнительного комитета Таллиннского городского Совета народных депутатов. В 1979—1990 годах — министр внутренних дел Эстонской ССР , в 1985—1990 годах — депутат Верховного Совета Эстонской ССР 11-го созыва
Служил в милиции Эстонской ССР. С 1979 по 1990 год — министр внутренних дел Эстонской ССР. В 1980-х годах организовал «этнический» набор в местную школу милиции из представителей титульной национальности с целью гуманизации эстонской правоохранительной системы и настоял на том, чтобы эстонских милиционеров не привлекали к подавлению межнациональных конфликтов за пределами республики. В 1989—1990 гг. не стал создавать республиканский ОМОН, что позволило избежать кровопролития в Эстонии в период распада СССР.
Избирался депутатом Верховного Совета Эстонской ССР 11 созыва (1985—1990).
После восстановления независимости Эстонии работал начальником охраны Банка Эстонии. В 2003 году возглавлял движение бывших работников милиции, боровшееся за восстановление для них специальной пенсии.